# Pratt & Whitney Canada
Pratt & Whitney Canada (PWC or P&WC) es una compañía canadiense que fabrica motores de aviación. Su sede principal se encuentra en  Longueuil, en las afueras de Montreal. Es una división de Pratt & Whitney, compañía estadounidense (P&W), que así mismo es una unidad de negocios de United Technologies. United Technologies tiene a PWC como un líder mundial en la fabricación de motores de aviación de pequeño y mediano tamaño, mientras que P&W de EE. UU. desarrolla motores de mayor tamaño.
A pesar de que PWC es una división de P&W, cuenta con sus departamentos propios de investigación, desarrollo y mercadeo así como la capacidad de producir sus propios motores. Desde el desarrollo del famoso motor turbohélice PT-6 en la década de 1960, PWC ha dominado ese sector del mercado mundial de motores de aviación. La compañía cuenta en la actualidad con 9,200 empleados alrededor del mundo, con 6,200 de ellos en Canadá.

## Historia
La  Canadian Pratt & Whitney Aircraft Company, Ltd. fue fundada en noviembre de 1928, fungiendo como centro de servicio para motores Pratt & Whitney. Durante la Segunda Guerra Mundial, esta instalación sirvió para ensamblar motores de la serie Wasp cuyas partes se fabricaban en Estados Unidos. En 1952, la producción de todos los motores Wasp fue transferida a P&WC de forma tal que Pratt & Whitney se dedicara exclusivamente a la fabricación de los motores grandes.
A finales de la década de 1950, un equipo de doce ingenieros de P&WC comenzaron el desarrollo de la primera turbina pequeña hecha en Canadá, la PT6. El primer ejemplar fue entregado en 1963.
En 1962, la compañía fue renombrada como "United Aircraft of Canada", y asumió su nombre actual en 1975.
Desde 1982 Pratt & Whitney Canada ha invertido más de 8,000 millones de dólares en Investigación y Desarrollo. Desde 2007 a 2012 la compañía invirtió una suma promedio de 400 millones de dólares por año (Pratt and Whitney, 2012). En 2001, cuando la producción de la compañía cayó un 15% , luego 25% y finalmente 45%, Pratt % Whitney se vio forzada a eliminar muchos gastos aunque continuó manteniendo sus cifras de inversión en investigación entre 350 y 400 millones de dólares anuales. La inversión para el futuro de la compañía, según el expresidente de Pratt & Whitney Allan Bellemare, es la razón por la cual la compañía subsistió y continuó su ritmo luego de la gran caída que sufrió la industria aeroespacial durante esa época (Bérard, 2005).

## Productos
- Pratt & Whitney JT12 - primera fase de desarrollo, luego transferido a Pratt & Whitney Estados Unidos.
- Pratt & Whitney Canada JT15D
- Pratt & Whitney Canada PT6A/B/C
- Pratt & Whitney Canada PT6T
- Pratt & Whitney Canada PW100
- Pratt & Whitney Canada PW200
- Pratt & Whitney Canada PW300
- Pratt & Whitney Canada PW500
- Pratt & Whitney Canada PW600
- Pratt & Whitney Canada PW800
- Pratt & Whitney Canada PW900